# Thomas Gomart
Pour les articles homonymes, voir Gomart.
Thomas Gomart, né en 1973, est un historien français des relations internationales, directeur de l'Institut français des relations internationales (IFRI) depuis avril 2015.

## Biographie

### Formation
Thomas Gomart a soutenu sa thèse de doctorat à l’université Panthéon-Sorbonne (2002) : Double détente : les relations franco-soviétiques de 1958 à 1964, couronnée par le prix Jean-Baptiste Duroselle (Institut de France).

### Carrière
En 2004, il rejoint l’Institut français des relations internationales (IFRI) dont il est le directeur depuis 2015. Il a dirigé le centre Russie/Nei et a créé la collection numérique trilingue Russie.Nei.Visions.
Il a enseigné à l'université Paris-Est-Marne-la-Vallée, à l'université Panthéon-Sorbonne et à l’École spéciale militaire de Saint-Cyr.[réf. nécessaire]
Il est également membre du comité de rédaction de la revue Études, dans laquelle il tient une chronique régulière consacrée à l'international.
Il participe régulièrement à l'émission L'Esprit public, diffusée tous les dimanches sur France Culture.

## Publications
- Un lycée dans la tourmente, dirigé par Jean-Pierre Levert, avec Alexis Merville, préface de René Rémond, Paris, Calmann-Lévy, 1994, 267 p.
- Les Rapports russo-français vus de Moscou, Paris, Les notes de l’Ifri, no 41, 2002, 84 p, préface de D. David
- Double détente : les relations franco-soviétiques de 1958 à 1964  (préf. Robert Frank), Paris, Publications de la Sorbonne, coll. « Série internationale » (no 72), 2003, 494 p. (ISBN 978-2-85-944497-6, lire en ligne) Prix Jean-Baptiste-Duroselle de l'Institut de France, 2003.
- Russian Civil-Military Relations: Putin’s Legacy, Washington DC, Carnegie Endowment for International Peace, 2008, 128 p., préface de D. Trenin
- Notre intérêt national, dir. avec Thierry de Montbrial, Odile Jacob, 2017
- L'Affolement du monde. 10 enjeux géopolitiques, Tallandier, 2019
- Guerres invisibles : nos prochains défis géopolitiques, Tallandier, 2021
- Les Ambitions inavouées: Ce que préparent les grandes puissances, Tallandier, 2023
- L'accélélation de l'histoire. Les noeuds géostratégiques d'un monde hors de contrôle, Tallandier 2024